# Zhangshan (köpinghuvudort i Kina, Jiangxi Sheng, lat 27,18, long 115,04)
Zhangshan är en köpinghuvudort i Kina. Den ligger i provinsen Jiangxi, i den sydöstra delen av landet, omkring 190 kilometer sydväst om provinshuvudstaden Nanchang. Antalet invånare är 19 963. Befolkningen består av 9 617 kvinnor och 10 346 män. Barn under 15 år utgör 23,0 %, vuxna 15-64 år 68 %, och äldre över 65 år 7,0 %.
Runt Zhangshan är det ganska tätbefolkat, med 166 invånare per kvadratkilometer. Närmaste större samhälle är Jizhou, 6,6 km sydväst om Zhangshan. Trakten runt Zhangshan består till största delen av jordbruksmark.
Genomsnittlig årsnederbörd är 2 089 millimeter. Den regnigaste månaden är juni, med i genomsnitt 356 mm nederbörd, och den torraste är oktober, med 23 mm nederbörd.